# خالد عبد الوهاب
خالد عبد الوهاب (1911-1997): تونسي أنقذ العديد من العائلات اليهودية من الاضطهاد النازي، في فيشي -تونس، خلال المحرقة  وكان يطلق عليه «شندلر العرب» 